# Баня Банско
Баня Банско (на македонска литературна норма: Бања Банско) е балнеоложки курорт, който се намира в източната част на село Банско в Северна Македония, на 12,5 километра югоизточно от Струмица. За използването на лековитите термални води на курорта се съди от намерения богат археологически материал в региона, от който става ясно, че селището се е посещавало активно от III век, когато е било част от римската провинция Македония. Учените са открили още статуя и множество малки бронзови статуетки на древноримския бог Меркурий, за когото се смята, че е покровител на лечителството.
Край разкритите римските терми, които са в процес на реставрация, днес функционира баня и са изградени хотели. Курортният комплекс е на 250 м надморска височина, а извиращата минерална вода е с температура между 56 и 71 градуса по Целзий. Слънчевите дни в годината са над 230, а средногодишната температура е 13 градуса по Целзий.
Минералните процедури са подходящи за лечение на заболявания на жлъчката, сърдечно-съдовата система, дванадесетопръстника, червата, при диабет, в комплексната терапия за отслабване, при възпаления на дихателните пътища, гинекологични и ревматични заболявания и други.